# Herb gminy Stryszawa
Herb gminy Stryszawa – jeden z symboli gminy Stryszawa, ustanowiony 29 marca 2007.

## Wygląd i symbolika
Herb przedstawia na tarczy koloru czerwonego dwa srebrno-złote tasaki do nacinania kory drzew, a pod nimi trzy srebrne wręby (godło z herbu Korczak). 